# Pertusa (kommunhuvudort)
Pertusa är en kommunhuvudort i Spanien.   Den ligger i provinsen Provincia de Huesca och regionen Aragonien, i den nordöstra delen av landet, 300 km nordost om huvudstaden Madrid. Pertusa ligger 375 meter över havet och antalet invånare är 127.
Terrängen runt Pertusa är huvudsakligen platt. Pertusa ligger nere i en dal. Runt Pertusa är det mycket glesbefolkat, med 6 invånare per kvadratkilometer. Närmaste större samhälle är Peralta de Alcofea, 9,3 km sydost om Pertusa. Trakten runt Pertusa består till största delen av jordbruksmark.